# مراد أباد (مقاطعة اشتهارد)
مراد أباد (بالفارسية: مزرعه مرادآباد) هي مستوطنة تقع في قسم بلنغ آباد الريفي (مقاطعة اشتهارد) في إيران.